# Carol Kane
Carol Kane (születési nevén Carolyn Laurie Kane) (Cleveland, Ohio, 1952. június 18. –) kétszeres Primetime Emmy-díjas amerikai színésznő.

## Élete
Kane egy építész, Michael Kane és egy énekes, tanár és táncosnő Joy Kane lányaként született 1952-ben. Családja zsidó származású, nagyszülei orosz bevándorlók voltak. Connecticutban nőtt fel, ahol a Cherry Lawn bentlakásos iskolában tanult 1965-ig. Egy évet Párizsban töltött és megtanult folyékonyan franciául. Kane szülei tizenkétéves korában elváltak, nővérével, Aninával az édesanyjával maradtak együtt. New Yorkba költözésük után Kane a Professional Children's School-ba járt.
Színészkedni 1966-tól kezdett, mikor beválogatták a Miss Jean Brody virágzása színdarabra. 1972-ben debütált a Broadwayn a Ring Around the Bathtub című darabban, valamint a filmiparban és a televízióban kisebb szerepeket kapott. Első jelentősebb filmje a Hester utca volt, amivel Oscar-díjra jelölték legjobb női főszereplő kategóriában. A produkcióban egy zsidó hölgyet játszik, aki asszimilálódni kénytelen az amerikai nagyvárosban. 1977-ben Diane Keaton és Woody Allen mellett szerepelt az Annie Hallben, 1980-ban pedig neki adták Simka szerepét a Taxi című televíziós sorozatban, amit 1983-ig visszatérően alakított, és két Emmy-díjat nyert érte. Állandó szereplője volt az All Is Forgiven, az American Dreamer, a Pearl és a Beggars and Choosers című tévésorozatoknak. Kane filmjeiben általában különc figurákat játszik, mint a nagymama az Addams családban, a zsarnok Jelen Karácsonyának szelleme a Szellemes karácsonyban vagy a panaszos öreg parasztlány A herceg menyasszonya című fantasy vígjátékban.
Kane a 2000-es évektől sajátította el a Wicked musical egyik gonosz karakterét, Madame Morrible-t, amivel turnézott és többször visszatért a musical újraindításának örömére a színpadra. 2014-től 2016-ig a Gotham vendégszereplője volt, 2015-től pedig állandó szerepet osztottak rá az Unbreakable Kimmy Schmidt című sorozatban, ami 2020-ig futott. 2020-ban felbukkant a Vadászok című Amazon-sorozatban, amelynek második évadját 2023-ban mutatták be. 2023-ban vendégszerepelt a Star Trek: Különös új világok című sorozatban a Paramount jóvoltából.
Kane nem ment férjhez és nincsenek gyermekei, a nyolcvanas években volt viszonya Woody Harrelsonnal.

## Filmográfia

### Filmek
| Év   | Cím                                                        | Szerep                         | Magyar hangja                                                     |
| ---- | ---------------------------------------------------------- | ------------------------------ | ----------------------------------------------------------------- |
| 1971 | Hova tűnt szép napok                                       | fiatal lány                    | n.a                                                               |
| 1971 | Testi kapcsolatok                                          | Jennifer                       | n.a                                                               |
| 1972 | Wedding in White                                           | Jeannie Dougall                | –                                                                 |
| 1973 | Az utolsó szolgálat                                        | fiatal utcalány                | Gaál Erzsi                                                        |
| 1975 | Hester utca                                                | Gitl                           | n.a                                                               |
| 1975 | Kánikulai délután                                          | Jenny                          | Szabó Gertrúd                                                     |
| 1976 | Harry és Walter New Yorkba megy                            | Florence                       | n.a                                                               |
| 1977 | Annie Hall                                                 | Allison                        | Andai Katalin                                                     |
| 1977 | Valentino                                                  | Fatty nője                     | Molnár Ilona                                                      |
| 1977 | A világ legnagyobb hősszerelmese                           | Annie Hickman                  | n.a                                                               |
| 1978 | The Mafu Cage                                              | Cissy                          | –                                                                 |
| 1979 | Muppet-show                                                | Myth                           | n.a                                                               |
| 1979 | Ismeretlen hívás                                           | Jill Johnson                   | n.a                                                               |
| 1979 | La Sabina                                                  | Daisy                          | –                                                                 |
| 1980 | A legnagyobb ember a világon                               | April                          | n.a                                                               |
| 1981 | The Games of Countess Dolingen                             | Louise Haines-Pearson          | –                                                                 |
| 1981 | Strong Medicine                                            | ?                              | –                                                                 |
| 1982 | A sátán keze                                               | Candy                          | n.a                                                               |
| 1982 | Norman Loves Rose                                          | Rose                           | –                                                                 |
| 1983 | Invasion of Privacy                                        | Ilene Cohen                    | –                                                                 |
| 1983 | Ki tud cseresznyés sütit sütni?                            | vevő a kávézóban               | n.a                                                               |
| 1984 | A Brooklyn híd túloldalán                                  | Cheryl                         | n.a                                                               |
| 1984 | Racing with the Moon                                       | Annie                          | –                                                                 |
| 1984 | Lángoló harag                                              | Mary Harwood                   | n.a                                                               |
| 1984 | The Secret Diary of Sigmund Freud                          | Martha Bernays                 | –                                                                 |
| 1985 | Transylvania 6-5000                                        | Lupi                           | Dudás Eszter                                                      |
| 1986 | Spiclik, sipirc!                                           | Cynthia                        | Roatis Andrea                                                     |
| 1987 | Ishtar                                                     | Carol                          | n.a                                                               |
| 1987 | A herceg menyasszonya                                      | Valerie                        | Pásztor Erzsi                                                     |
| 1988 | Viszlát, szuperanyuka!                                     | Maxine                         | n.a                                                               |
| 1988 | Sticky Fingers                                             | Kitty                          | –                                                                 |
| 1988 | A mazsola                                                  | Mrs. Anderson                  | Kiss Erika                                                        |
| 1988 | Szellemes karácsony                                        | a jelen karácsonyának szelleme | Hegyi Barbara                                                     |
| 1989 | A citrom nővérek                                           | Franki D'Angelo                | n.a                                                               |
| 1989 | Let's Get Mom                                              | Maureen                        | –                                                                 |
| 1990 | Szolid motorosok                                           | Maggie                         | n.a                                                               |
| 1990 | Joe és a vulkán                                            | Cassandra, a fodrász           | n.a                                                               |
| 1990 | Az én kék egem                                             | Shaldeen                       | n.a                                                               |
| 1991 | Ted & Venus                                                | Colette                        | –                                                                 |
| 1992 | A levesben                                                 | Barbara                        | n.a                                                               |
| 1992 | Bébi a fedélzeten                                          | Maria                          | –                                                                 |
| 1993 | When a Stranger Calls Back                                 | Jill Johnson                   | –                                                                 |
| 1993 | Néha a csajok is úgy vannak vele                           | Carla                          | Farkasinszky Edit                                                 |
| 1993 | Addams Family 2. – Egy kicsivel galádabb a család          | nagymama                       | Tábori Nóra                                                       |
| 1994 | The Crazysitter                                            | Treva Van Arsdale              | –                                                                 |
| 1995 | Napoleon – Kis kutya, nagy pácban                          | a pók hangja                   | n.a                                                               |
| 1995 | Annabelle legnagyobb kívánsága                             | Leanne Futterman               | n.a                                                               |
| 1995 | T. Rex, a dínózsaru                                        | Molly Rex hangja               | n.a                                                               |
| 1995 | Dad, the Angel & Me                                        | az angyal                      | –                                                                 |
| 1996 | Kölcsönkinyír visszajár                                    | Faith                          | Kocsis Mariann                                                    |
| 1996 | American Strays                                            | Helen                          | –                                                                 |
| 1996 | Égimeszelés                                                | Mona                           | Biró Anikó                                                        |
| 1996 | Julie DeMarco                                              | Tom anyja                      | Koffler Gizella                                                   |
| 1996 | Bárbajnokok                                                | Connie                         | Kocsis Mariann                                                    |
| 1997 | Csalimadarak                                               | Donna Waters                   | Császár Gyöngyi                                                   |
| 1997 | Kiiktatva                                                  | Dorine Douglas                 | Kiss Erika                                                        |
| 1997 | Merry Christmas, George Bailey                             | Mrs. Hatch/Tilly               | –                                                                 |
| 1998 | Jelbeszéd                                                  | Miss Gimpole                   | n.a                                                               |
| 1999 | Kemény dió                                                 | Ms. Sherwood                   | Simorjay Emese                                                    |
| 1999 | Ember a Holdon                                             | önmaga                         | –                                                                 |
| 2001 | My First Mister                                            | Mrs. Benson                    | –                                                                 |
| 2001 | Az agyfürkész totál kész                                   | Dr. Louise Rosenberg           | 1. magyar változat: Németh Kriszta 2. magyar változat: Orosz Anna |
| 2001 | Tomorrow by Midnight                                       | Garfield tiszt                 | –                                                                 |
| 2002 | Szerelmi sokszögek                                         | Joey                           | n.a                                                               |
| 2003 | Bánatözön                                                  | Missy Flanders                 | n.a                                                               |
| 2003 | Cosmopolitan                                               | Mrs. Shaw                      | –                                                                 |
| 2004 | Egy hisztérika feljegyzései                                | Miss Baggoli                   | n.a                                                               |
| 2005 | Gorilla bácsi                                              | Helga                          | Pálos Zsuzsa                                                      |
| 2005 | The Civilization of Maxwell Bright                         | Temple                         | –                                                                 |
| 2005 | Vidám manók karácsonya                                     | Gilda hangja                   | n.a                                                               |
| 2006 | Mikulás szabadságon                                        | Természet anya                 | Solecki Janka                                                     |
| 2008 | Négy karácsony                                             | Sarah néni                     | Vándor Éva                                                        |
| 2010 | Exférj újratöltve                                          | Dawn                           | Incze Ildikó                                                      |
| 2010 | A barátnőm pasija                                          | Barbara                        | Bede-Fazekas Annamária                                            |
| 2010 | Pete Smalls Is Dead                                        | főbérlőasszony                 | –                                                                 |
| 2011 | A kulcsember                                               | Marsha                         | n.a                                                               |
| 2012 | Sleepwalk with Me                                          | Linda                          | –                                                                 |
| 2012 | Should've Been Romeo                                       | Ruth                           | –                                                                 |
| 2012 | Vágyak szerelmesei                                         | Roberta                        | Agócs Judit                                                       |
| 2013 | Clutter                                                    | Linda Bradford                 | –                                                                 |
| 2014 | Emoticon ;)                                                | Hannah Song                    | –                                                                 |
| 2015 | Ava's Possessions                                          | Talia                          | –                                                                 |
| 2015 | Addiction: A 60's Love Story                               | Cecilia                        | –                                                                 |
| 2018 | Testvérlövészek                                            | Mrs. Sisters                   | Menszátor Magdolna                                                |
| 2018 | Ghost Light                                                | Madeline Styne                 | –                                                                 |
| 2019 | A holtak nem halnak meg                                    | Mallory O'Brien                | n.a                                                               |
| 2020 | A megtörhetetlen Kimmy Schmidt: Kimmy kontra a tiszteletes | Lillian Kaushtupper / Fiona    |                                                                   |
| 2022 | iMordecai                                                  | Fela                           |                                                                   |
| 2023 | Kacsalábon                                                 | Erin (hang)                    | Halász Aranka                                                     |
| 2025 | Rajtakapva                                                 | Bubbe                          |                                                                   |

### Televíziós sorozatok
| Év        | Cím                                      | Szerep (zárójelben az évad (S) és/vagy az epizód (E) száma)                    |
| --------- | ---------------------------------------- | ------------------------------------------------------------------------------ |
| 1974      | The American Parade                      | Susannah White (S1E01)                                                         |
| 1978      | Visions                                  | ? (S3E03)                                                                      |
| 1978-81   | Great Performances                       | 1978: Eliza Southgate (?) 1981: Frances Loomis (S9E16)                         |
| 1980-83   | Taxi                                     | Simka Dahblitz                                                                 |
| 1982      | BBC2 Playhouse                           | Frances Loomis (S8E27)                                                         |
| 1983      | Faerie Tale Theatre                      | a jótündér (S2E03)                                                             |
| 1984      | Cheers                                   | Amanda (S3E12)                                                                 |
| 1985      | Tales from the Darkside                  | Anne MacColl (S1E14)                                                           |
| 1985      | Crazy Like a Fox                         | ? (S1E07)                                                                      |
| 1986      | Tall Tales & Legends                     | Barbara (S1E03)                                                                |
| 1986      | All Is Forgiven                          | Nicolette Bingham                                                              |
| 1990      | Mesék a kriptából III.                   | Judy (S2E11)                                                                   |
| 1990      | Pöttöm kalandok                          | Ollie (S1E02)                                                                  |
| 1990-91   | American Dreamer                         | Lillian Abernathy                                                              |
| 1991-92   | Brooklyn híd                             | Sylvia néni                                                                    |
| 1992      | Ray Bradbury színháza                    | Polly (S6E03)                                                                  |
| 1992      | The Plucky Duck Show                     | Ollie (S1E06)                                                                  |
| 1992      | Sibs                                     | Sally (S1E21 és E22)                                                           |
| 1993      | Tribeca                                  | Amanda (S1E07)                                                                 |
| 1994      | Seinfeld                                 | Corinne (S5E14)                                                                |
| 1994      | Aladdin                                  | Brawnhilda (S1E45 és E47)                                                      |
| 1994      | Empty Nest                               | Shelby (S7E07)                                                                 |
| 1995      | Chicago Hope Kórház                      | Marguerite Birch (S2E09)                                                       |
| 1995      | A.J.'s Time Travelers                    | Emily Roebling (S1E24)                                                         |
| 1996      | Ellen                                    | Lily Penney (S3E20)                                                            |
| 1996-97   | Pearl                                    | Annie Caraldo                                                                  |
| 1997      | Hé, Arnold!                              | Emily Dickinson Trophy (S2E09)                                                 |
| 1997      | The Tony Danza Show                      | Simka Gravaas (S1E04)                                                          |
| 1997      | Gyilkos utcák                            | Gwen Munch (S6E08)                                                             |
| 1998      | Adventures from the Book of Virtues      | a bogár (S2E07)                                                                |
| 1998      | Noddy                                    | Pearlie White (S1E06)                                                          |
| 1999      | Noé bárkája                              | Sarah (E01 és E02)                                                             |
| 1999-2000 | Beggars and Choosers                     | L.L                                                                            |
| 2000-2001 | Ginger naplója                           | 2000: Maude hangja (S1E02) 2001: Maude hangja (S1E13)                          |
| 2001      | Family Guy                               | Carol (S3E11)                                                                  |
| 2002      | The Grubbs                               | Sophie Grubb (S1E01)                                                           |
| 2002      | Édes élet olasz módra                    | Gloria (S2E16)                                                                 |
| 2004      | Hope & Faith                             | Cornelia Rackett (S2E05)                                                       |
| 2005      | Billy és Mandy kalandjai a kaszással     | Mrs. Claus hangja (S5E07)                                                      |
| 2009      | Két pasi – meg egy kicsi                 | Shelly (S6E12 és E14)                                                          |
| 2009      | Monk – A flúgos nyomozó                  | Joy (S8E13)                                                                    |
| 2009-2013 | Esküdt ellenségek: Különleges ügyosztály | 2009: Gwen Munch (S10E22) 2013: Gwen Munch (S15E05)                            |
| 2010      | Ki ez a lány?                            | Lena Korvinka (S4E16)                                                          |
| 2011      | Dóra, a felfedező                        | Troll nagymama hangja (S6E05)                                                  |
| 2011-14   | Phineas és Ferb                          | 2011: Nana Shapiro hangja (S3E13) 2014: Nana Shapiro hangja (S4E29)            |
| 2012-13   | Jake és Sohaország kalózai               | 2012: tengeri boszorkány hangja (S2E13) 2013 tengeri boszorkány hangja (S2E32) |
| 2013      | Csajok                                   | Cloris (S2E08)                                                                 |
| 2013      | Nyugi, Charlie!                          | Carol (S2E24)                                                                  |
| 2014-16   | Gotham                                   | Gertrude Kapelput                                                              |
| 2015-19   | Unbreakable Kimmy Schmidt                | Lillian Kaushtupper                                                            |
| 2016      | Egymás nyakán                            | Linda (S1E08)                                                                  |
| 2017      | CTR nélkül                               | Denise (S4E10)                                                                 |
| 2017      | Csillag kontra Gonosz Erők               | Dr. Jelly Goodwell hangja (S3E09)                                              |
| 2017-19   | OK K.O.! Legyünk hősök!                  | 2017: Ginger hangja (S1E24) 2019: Ginger hangja (S3E19)                        |
| 2018      | Állatok                                  | Chompy hangja (S3E05 és E06)                                                   |
| 2018      | Pinkalicious & Peterrific                | Edna (S1E18, E21 és E22)                                                       |
| 2018-19   | Tangled: The Series                      | Madam Canardist hangja (S2E06, E12 és E20)                                     |
| 2018-21   | Vampirina                                | Madam Spook hangja (S1E23, S3E22)                                              |
| 2018-21   | Csé, mint család                         | 2018: Sue anyjának hangja (S3E07) 2020: Marilyn Chilson hangja (S4E04)         |
| 2019      | Los Espookys                             | Bianca Nova (S1E04, E05 és E06)                                                |
| 2019      | Bűbáj tábor                              | Barb Jr. hangja (S2E17)                                                        |
| 2019      | Big Mouth                                | öreg hölgy hangja (S3E05)                                                      |
| 2020      | Heads Will Roll                          | Donna Fink hangja                                                              |
| 2020      | The Pack Podcast                         | Veanne                                                                         |
| 2020-23   | Vadászok                                 | Mindy Markowitz                                                                |
| 2022      | A Simpson család                         | Blythe hangja (S34E08)                                                         |
| 2023      | Star Trek: Különös új világok            | Pelia (S2E01)                                                                  |

### Színházi szerepek
| Év      | Színdarab                                 | Szerep                              | Színház                                |
| ------- | ----------------------------------------- | ----------------------------------- | -------------------------------------- |
| 1972    | Ring Around the Bathtub                   | Esme Train                          | Martin Beck Theatre                    |
| 1974    | The Tempest                               | Miranda                             | Mitzi E. Newhouse Theatre              |
| 1974    | Macbeth                                   | boszorkány                          | Mitzi E. Newhouse Theatre              |
| 1978    | A gamma-sugarak hatása a százszorszépekre | Tillie                              | Biltmore Theatre                       |
| 1988    | The Debutante Ball                        | Bliss White                         | New York City Center                   |
| 1995    | WASP and Other Plays                      | szolgálólány; asszisztens; édesanya | Joseph Papp Public Theater             |
| 1999    | The Vagina Monologues                     | n.a                                 | Westside Theatre                       |
| 2000    | Family Week                               | Ricky/Sandra/Kelly                  | Century Center For The Performing Arts |
| 2002    | The Guys                                  | Flea Theater                        | n.a                                    |
| 2002    | The Exonerated                            | n.a                                 | Bleecker Street Theatre                |
| 2003    | Wicked                                    | Madame Morrible                     | Gershwin Theatre                       |
| 2004    | Sly Fox                                   | Miss Fancy                          | Ethel Barrymore Theatre                |
| 2006    | Wicked                                    | Madame Morrible                     | Gershwin Theatre                       |
| 2009    | Love, Loss, and What I Wore               | n.a                                 | Westside Theatre                       |
| 2012    | The Exonerated                            | n.a                                 | Bleecker Street Theatre                |
| 2012    | Barátom, Harvey                           | Betty Chumley                       | Studio 54                              |
| 2013    | The Lying Lesson                          | Ruth                                | Linda Gross Theater                    |
| 2013-14 | Wicked                                    | Madame Morrible                     | Gershwin Theatre                       |

## Fontosabb díjak és jelölések
| Jelölt mű           | Díj                | Kategória                                                       | Eredmény |
| ------------------- | ------------------ | --------------------------------------------------------------- | -------- |
| Hester utca         | Oscar-díj          | Legjobb női főszereplő                                          | Jelölve  |
| Taxi                | Golden Globe-díj   | Legjobb női mellékszereplő (sorozat, minisorozat vagy tévéfilm) | Jelölve  |
| Taxi                | Primetime Emmy-díj | Legjobb női főszereplő (vígjátéksorozat)                        | Elnyerte |
| Taxi                | Primetime Emmy-díj | Legjobb női mellékszereplő (vígjátéksorozat)                    | Elnyerte |
| Chicago Hope Kórház | Primetime Emmy-díj | Legjobb vendégszínésznő (drámasorozat)                          | Jelölve  |